# Pirelli
Pirelli & C. S.p.A. es una multinacional italiana fabricante de neumáticos con sede en la ciudad de Milán (Italia). La empresa, que cotiza en la Bolsa de Italia desde 1922, es el sexto fabricante de neumáticos más grande y se centra en la producción de neumáticos para automóviles, motocicletas y bicicletas. En 2015, ChemChina tomó una participación mayoritaria de Pirelli y la empresa estatal china acordó mantener la estructura de propiedad de la empresa de neumáticos hasta 2023.
Pirelli ha estado patrocinando competencias deportivas desde 1907. Es el socio y proveedor exclusivo de neumáticos para el Campeonato Mundial de Fórmula 1 de la FIA desde 2011, y para el Campeonato Mundial de Superbikes. También lo fue de la Grand-Am Rolex Sports Car Series de 2008 a 2010.
El calendario Pirelli se publica desde 1964 y ha presentado las contribuciones de muchos fotógrafos famosos a lo largo de los años, como Helmut Newton, Steve McCurry, Peter Lindbergh, Richard Avedon, Bruce Weber, Herb Rits y Annie Leibovitz.
En Venezuela durante los años 80 se comercializaron bajo la firma NEUMAVEN.

## Historia
Fundada en Milán en 1872 por Giovanni Battista Pirelli, se especializó en goma y procesos derivados, especialmente en producción de neumáticos y cables.
El nieto del fundador, Leopoldo Pirelli, fue presidente desde 1965 hasta 1999 haciendo que el nombre de la empresa fuera reconocido a nivel mundial.
Inicialmente, como otras grandes marcas del neumático comenzaron fabricando neumáticos para bicicletas antes de neumáticos para coches. Fue en 1880 cuando salió el primer modelo de neumático, Milano, y a principio del siglo XX saldría al mercado el modelo Ercole.
Durante el siglo XX, la empresa tuvo un gran crecimiento y una gran expansión. En 1927, fue la primera empresa en el mundo en sacar un neumático diagonal, The Superflex Stella Bianca, y al finalizar la Segunda Guerra Mundial sacó al mercado el primer neumático con carcasa textil, el Cinturato CF67.
En la década de los 90 las ventas de neumáticos Pirelli crecieron en Europa como nunca antes lo habían hecho y presentaron un nuevo sistema de producción robotizada (MIRS), que daría como resultado los neumáticos high performance como primer modelo.
En 2004, los neumáticos Pirelli fueron utilizados por Subaru en el Campeonato Mundial de Rally. Actualmente es el patrocinador principal del Inter de Milán desde 1995.
Pirelli fue el proveedor exclusivo del Campeonato Mundial de Rally en 2008. En España, Gaétan Guillemot dirigió al servicio competición, encargado de Europa del Sur.
En 2007 extendió sus funciones a la de soluciones de comunicaciones informáticas.

## El mundo del motor

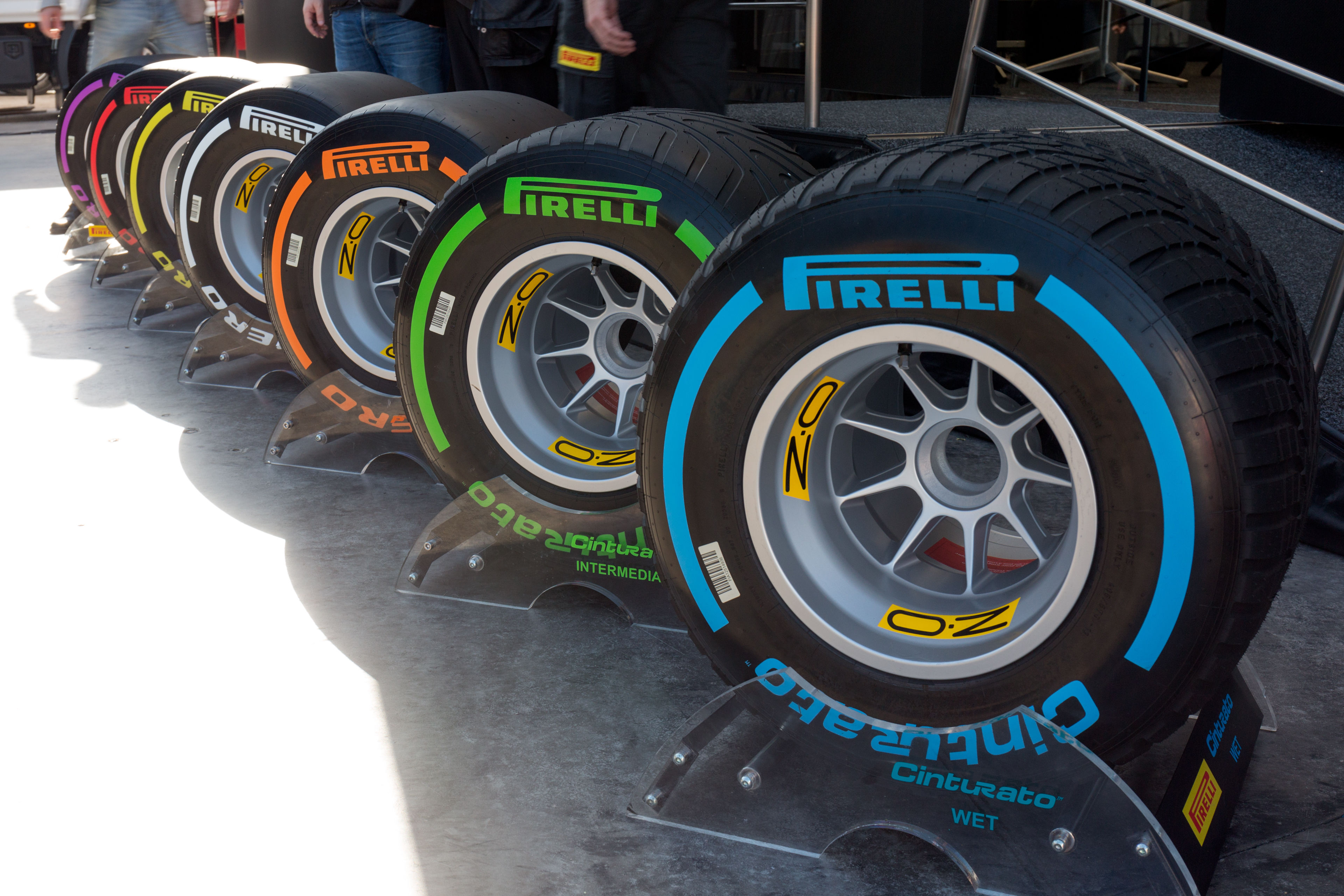
Neumáticos de seco y de lluvia asignados por Pirelli para la Fórmula 1.

Pirelli es la única proveedora oficial del Campeonato Mundial de Superbikes desde 2007 (y también de sus clases de soporte como la Supersport World Championship).
Pirelli provee igualmente al Campeonato del Mundo de Rallyes reemplazando a BF Goodrich para la temporada 2008.
Compitió en la Fórmula 1 en 3 periodos distintos entre 1950 y 1958, 1981 y 1986, y 1989 y 1991, ganando 44 GP de 200 disputados. Pirelli volvió a la misma a la 2011 como proveedor único, también ese año proveerá a la GP2 y desde 2010 a la GP3. Pirelli firmó a Nick Heidfeld como piloto de pruebas, usando un Toyota TF109 para sus test durante la segunda mitad de la temporada 2010. Cuando este se fue con Sauber para correr la temporada en septiembre de 2010, Pirelli fichó a Romain Grosjean y a Pedro de la Rosa para hacer tests con ellos. De la Rosa hizo su primer tests con condiciones de mojado sobre una pista mojada artificialmente.
Finalmente De la Rosa pasa a ser piloto de reserva de McLaren, abandonando a Pirelli.
Luego, otros pilotos como Lucas Di Grassi o Jaime Alguersuari fueron probadores de la marca.

## Las familias de neumáticos

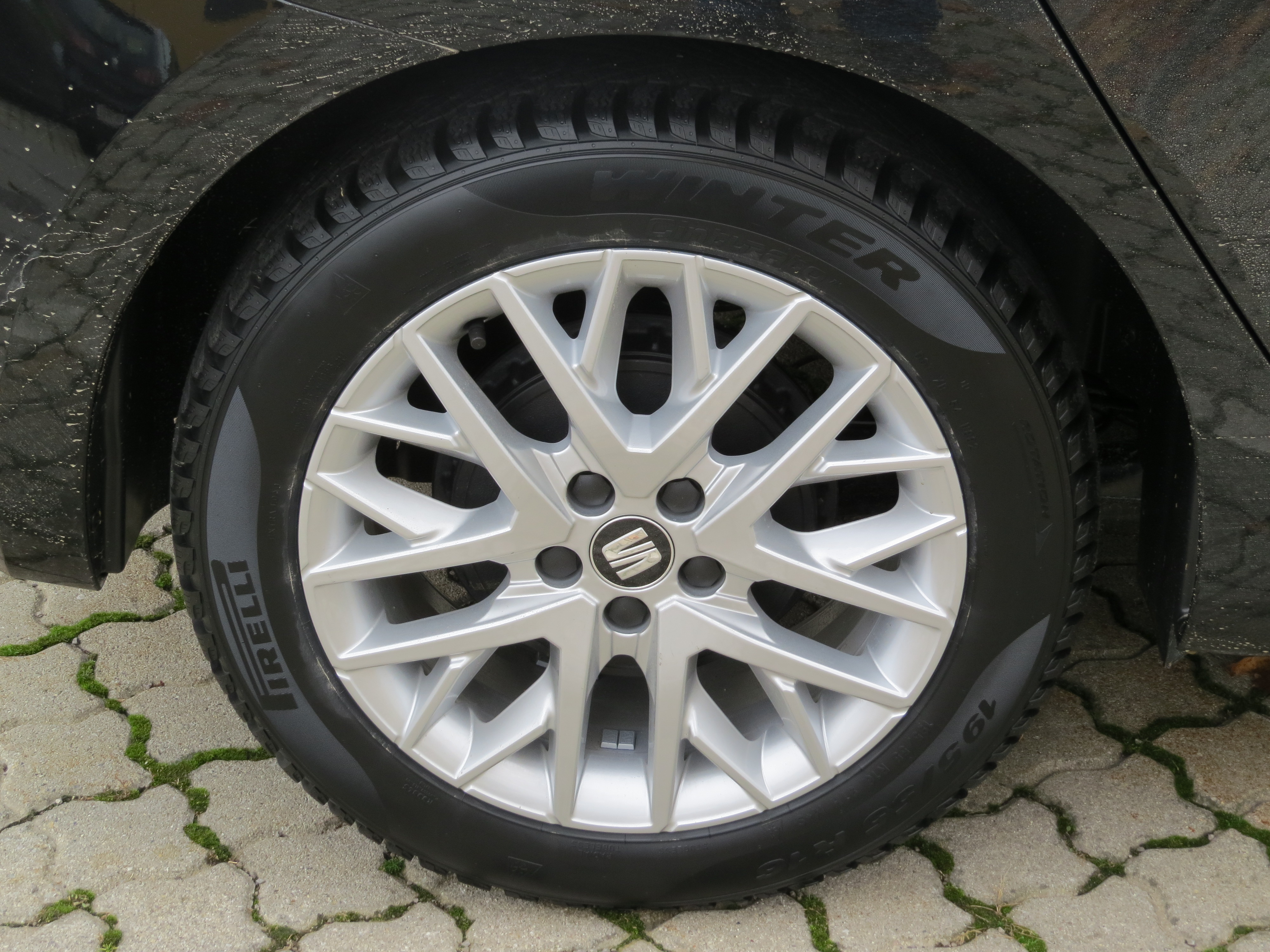
Pirelli Cinturato Winter 195/55 R 16 91 H

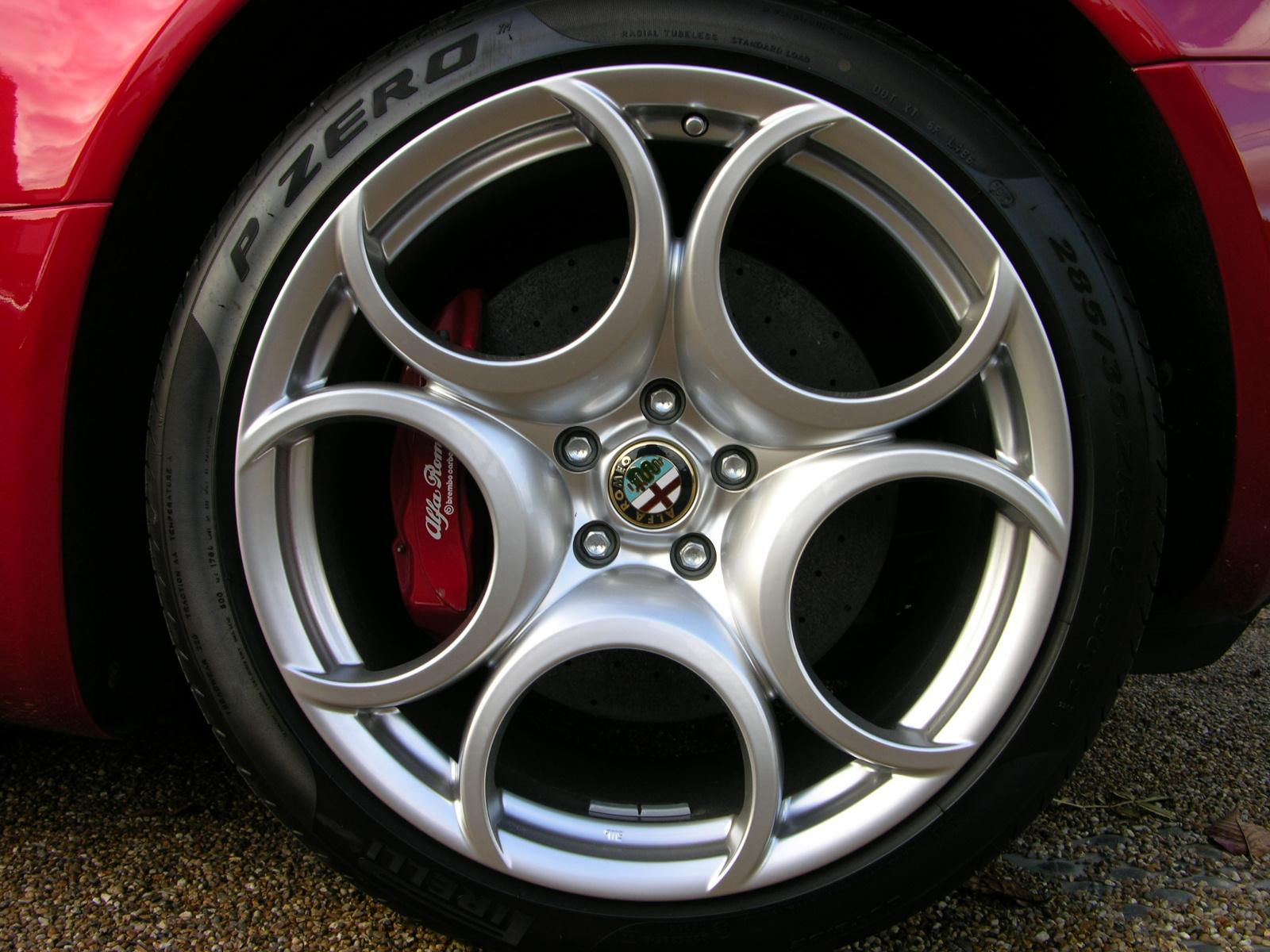
Pirelli P Zero 285/35 ZR20

Pirelli propone un amplio surtido de neumáticos fabricados a medida para los diferentes modelos de coches presentes en el mercado y adecuados a los diferentes contextos urbanos y suburbanos. Los neumáticos Pirelli se dividen en cinco familias de productos, cada una con características técnicas particulares pensadas para satisfacer necesidades específicas.
- Pirelli P Zero™: combina la experiencia de Pirelli con la colaboración de los mejores fabricantes automotores para ofrecer siempre prestaciones de primera.[8] Este producto de Ultra Alto Rendimiento combina el conocimiento de Pirelli adquirido a lo largo de décadas en el automovilismo competitivo con los principales fabricantes de automóviles, garantizando el ajuste perfecto para el rendimiento de cada automóvil.[9]
- Pirelli Cinturato™: responde a las necesidades de quienes buscan neumáticos de bajo impacto ambiental. Gracias al empleo de nuevos materiales ecológicos y a la menor resistencia a la rodadura, contribuyen a reducir las emisiones de anhídrido carbónico del vehículo.[8] Después de años de investigación, se lanzó una familia de neumáticos diseñada para conductores que apuestan por el bajo impacto ambiental. Debido a su arquitectura, estos modelos permiten un ahorro de combustible. Además, en su fabricación usa materiales eco-friendly, sin disminuir su rendimiento y seguridad.[9]
- Pirelli Scorpion™: siguiendo la evolución que se ha visto en los últimos años en el segmento de SUV y automóviles crossover, Pirelli ha decidido dedicar a estos tipos específicos de vehículos una gama completa de neumáticos.[8] Estos neumáticos aprovechan los materiales, estructuras y patrones de la banda de rodamiento para obtener un peso reducido y menor resistencia a la rodadura, haciendo que se consuma una menor cantidad de combustible y disminuyendo las emisiones de CO2. Combina comodidad y seguridad en todas las superficies ya que cuenta para modelos para carretera y para todo terreno.[9]
- Pirelli Carrier™: Pirelli ha pensado también en quienes conducen furgonetas, desarrollando una familia de neumáticos específica para este fin.[8]
- Pirelli Sottozero™: esta familia de neumáticos está dedicada específicamente a la estación invernal. Las cubiertas han sido estudiadas para asegurar control, estabilidad y seguridad incluso en caso de bajas temperaturas y condiciones meteorológicas adversas.[8] Está diseñada específicamente para su conducción en invierno.[10] Finalmente, los neumáticos de la familia Pirelli Ice™ se han diseñado especialmente para condiciones invernales y de frío extremo, y también son adecuados cuando hay hielo en la carretera.[11] Destacan en situaciones de frío extremo, ya que permite un buen control y agarre en nieve.[10]